# Il delfino verde
Il delfino verde (Green Dolphin Street) è un film del 1947 diretto da Victor Saville.

## Trama
Alla notizia che la sua amata Sophia sposa un ricco uomo d'affari per volere della famiglia Edmondo, innamorato di lei, decide di lasciare la città. Passano gli anni, i due hanno i loro figli, Guglielmo il figlio di Edmondo si innamora della figlia di Sophia, Margherita, mentre la sorella di quest'ultima Marianna ama il ragazzo.
Edmondo intanto aiuta a preparare la fuga per un suo amico, Timoteo che involontariamente si era macchiato di un omicidio. I due fuggono lontano e in stato di ebbrezza scrive di voler sposare la donna sbagliata.

## Produzione
La storia prese spunto da un romanzo di Elizabeth Goudge. Le riprese del film, prodotto dalla Metro-Goldwyn-Mayer, durarono da metà settembre 1946 fino a metà gennaio 1947.

## Distribuzione
Il copyright del film, richiesto dalla Loew's Inc., fu registrato il 22 ottobre 1947 con il numero LP1283.
Distribuito dalla Metro-Goldwyn-Mayer, venne presentato in prima a New York il 15 ottobre 1947 per poi uscire nelle sale statunitensi il 5 novembre di quell'anno.

### Data di uscita
Il film venne distribuito in varie nazioni, fra cui:
- Stati Uniti d'America, Green Dolphin Street 15 ottobre 1947
- Svezia, Gröna delfinens gata 22 marzo 1948
- Francia, Le pays du dauphin vert 10 giugno 1948
- Giappone 7 febbraio 1949
- Finlandia, Vihreän delfiinin maa 20 maggio 1949
- Danimarca, Den grønne delfins 28 novembre 1949
- Germania Ovest, Taifun 27 gennaio 1950
- Austria, Springflut 8 giugno 1950

## Accoglienza

### Critica
Secondo Il Morandini «il film risulta elegante ma a tratti troppo melenso».